# Marah macrocarpa
Marah macrocarpa är en gurkväxtart som först beskrevs av Edward Lee Greene, och fick sitt nu gällande namn av Edward Lee Greene. Marah macrocarpa ingår i släktet Marah och familjen gurkväxter.

## Underarter
Arten delas in i följande underarter:
- M. m. major
- M. m. micrantha